# Strength in Numb333rs
Strength in Numb333rs è il primo album in studio del gruppo musicale statunitense Fever 333, pubblicato il 18 gennaio 2019 dalla 333 Wreckords Crew e dalla Roadrunner Records.

## Tracce
1. ... – 1:03
2. Burn It – 3:52 (Jason Aalon Butler, John Feldmann, Travis Barker, Nick "Ras" Furlong, Zakk Cervini, Matt Pauling)
3. Animal – 3:24 (Jason Aalon Butler, John Feldmann, Travis Barker, Aaron Jennings, Zakk Cervini)
4. Prey for Me/3 – 5:11 (Prey for Me: Jason Aalon Butler, John Feldmann, Travis Barker, Josh Dun, Zakk Cervini – 3: Jason Aalon Butler, John Feldmann, Travis Barker, Matt Malpass)
5. One of Us – 3:24 (Jason Aalon Butler, John Feldmann, Travis Barker, Simon Wilcox, Zakk Cervini)
6. Inglewood/3 – 7:01 (Inglewood: Jason Aalon Butler, John Feldmann, Travis Barker, Simon Wilcox, Matt Malpass – 3: Jason Aalon Butler, John Feldmann, Travis Barker, Matt Malpass)
7. The Innocent – 3:22 (Jason Aalon Butler, John Feldmann, Travis Barker)
8. Out of Control/3 – 7:09 (Jason Aalon Butler, John Feldmann, Travis Barker, Matt Malpass)
9. Am I Here? – 2:48 (Jason Aalon Butler, John Feldmann, Travis Barker)
10. Coup d'Étalk – 4:00 (Jason Aalon Butler, John Feldmann, Travis Barker, Aaron Jennings, Zakk Cervini)

Tracce bonus nell'edizione giapponese
1. Trigger – 2:46 (Jason Aalon Butler, John Feldmann, Travis Barker, James Shaffer)
2. Vandals – 2:59 (Jason Aalon Butler, John Feldmann, Travis Barker, Zakk Cervini)

Tracce bonus nella riedizione giapponese
1. Kingdom – 3:28 (Jason Aalon Butler, John Feldmann, Travis Barker, Gabe Simon)
2. One of Us (Goldhouse R333mix) – 3:03 (Jason Aalon Butler, John Feldmann, Travis Barker, Simon Wilcox, Zakk Cervini)
3. The Innocent (Live from Wouldstock) – 4:00 (Jason Aalon Butler, John Feldmann, Travis Barker)
4. We're Coming In (Live from Wouldstock) – 3:32 (Jason Aalon Butler, John Feldmann, Travis Barker, Zakk Cervini, Benjamin Scheuer)

## Formazione
Gruppo
- Jason Aalon Butler – voce, chitarra e basso aggiuntivi
- Stevis Harrison – chitarra
- Aric Improta – batteria

Altri musicisti
- John Feldmann – chitarra e basso aggiuntivi
- Zakk Cervini – chitarra e basso aggiuntivi
- Matt Pauling – chitarra e basso aggiuntivi
- Travis Barker – batteria e programmazione della batteria aggiuntive
- Lucy Landry – voce narrante (traccia 1)
- Simon Wilcox – voce aggiuntiva (traccia 5)
- Emi Allen – voce aggiuntiva (traccia 5)
- Jayden Allen – voce aggiuntiva (traccia 5)
- Milla Feldmann – voce aggiuntiva (traccia 5)
- Stephen "Johan" Feigenbaum – strumenti ad arco (traccia 9)
- Yasmeen Al-Mazeedi – violino (traccia 9)
- Isaiah Gage – violoncello (traccia 9)

Produzione
- John Feldmann – produzione, missaggio (traccia 6)
- Travis Barker – produzione
- Chris Athens – mastering
- Zakk Cervini – missaggio (tracce 1, 2, 4, 6, 8-10), registrazione voce di Landry (traccia 1), ingegneria del suono (traccia 2)
- Nik Tretiakov – assistenza al missaggio (tracce 1, 2, 4, 6, 8-10)
- Matt Pauling – ingegneria del suono (traccia 2)
- Neal Avron – missaggio (tracce 3, 5 e 7)
- Matt Malpass – missaggio (traccia 6)

## Classifiche
| Classifica (2019)          | Posizione massima |
| -------------------------- | ----------------- |
| Belgio (Fiandre)           | 156               |
| Germania                   | 73                |
| Regno Unito (rock & metal) | 3                 |
| Svizzera                   | 75                |